# Petra Unkel
Petra Unkel, auch Petra Unkel-Klinder (* 3. März 1925 in Budapest, Ungarn; † 2001 in Kempten (Allgäu)), war eine deutsche Schauspielerin, Synchronsprecherin und Kabarettistin, die einem breiten Publikum als Kinderdarstellerin bekannt wurde.

## Leben
Ihren ersten Filmauftritt hatte die Tochter des Tenors Peter Unkel (1880–1942) im Alter von vier Jahren in Lupu Picks Historiendrama Napoleon auf St. Helena mit Werner Krauß in der Rolle Napoleons. Bereits im darauf folgenden Jahr erhielt sie eine erste Hauptrolle als Tochter Richard Taubers in Melodie der Liebe. Für diese Darstellung wurde der Kinderstar wegen seines natürlichen Charmes von der Filmkritik gelobt. Gleiche Reaktionen zeigte die Filmzeitschrift „Der Kinematograph“, als Unkel 1934 das Mündel Viktor de Kowas in Arthur Maria Rabenalts Pappi verkörperte. In den 1930er Jahren war Unkel eine vielbeschäftigte Jungdarstellerin, ob in Heimatfilmen wie Heideschulmeister Uwe Karsten und Komödien wie Blinde Passagiere des dänischen Komiker-Duos „Pat & Patachon“. Gelegentlich war sie dabei auch in Jungenrollen zu sehen wie 1933 in Moral und Liebe und als Dauphin im Historienfilm Liselotte von der Pfalz mit Renate Müller in der Titelrolle. Auch als Erwachsene konnte Unkel ihre Filmkarriere fortsetzen. Sie spielte 1943 neben Emil Jannings in Altes Herz wird wieder jung, neben Marika Rökk in Sensation in San Remo, neben O. W. Fischer in Ein Herz spielt falsch, als Tochter des von Paul Hörbiger verkörperten Sokrates in Die Frauen des Herrn S., in der Komödie Zwei Bayern in St. Pauli der Komiker Joe Stöckel und Beppo Brem sowie in Literaturverfilmungen wie Salzburger Geschichten nach Erich Kästner und  Nackt wie Gott sie schuf nach Johannes Mario Simmel aus dem Jahr 1958, der zugleich den letzten Eintrag in ihrer Filmographie markiert.
Außerdem gehörte Unkel ab 1946 als Darstellerin und Sängerin zum Ensemble des von Rudolf Schündlers gegründeten Kabaretts Die Schaubude. Darüber hinaus war Unkel auch als Sprecherin für Hörfunk und Synchronisation tätig. Sie lieh ihre Stimme unter anderem Brigitte Bardot in Reif auf jungen Blüten, Nancy Olson in Canadian Pacific sowie Micheline Presle in der 1954 produzierten Filmbiographie Napoleon. 1953 synchronisierte die ehemalige Kinderdarstellerin den ehemaligen US-amerikanischen Kinderstar Shirley Temple in der deutschen Fassung des 1944 entstandenen Films Als Du Abschied nahmst.
Petra Unkel lebte viele Jahre in Kaufbeuren. Unbemerkt von der Öffentlichkeit und den Medien starb die ehemalige Schauspielerin im Jahre 2001.

## Filmografie (Auswahl)
- 1929: Napoleon auf St. Helena
- 1932: Melodie der Liebe
- 1932: Ja, treu ist die Soldatenliebe
- 1932: Schuberts Lieder
- 1933: Moral und Liebe
- 1933: Heideschulmeister Uwe Karsten
- 1934: Nischt geht über die Gemütlichkeit
- 1934: Aufschnitt
- 1934: Pappi
- 1934: Aufforderung zum Tanz
- 1935: Liselotte von der Pfalz
- 1935: Die Heilige und ihr Narr
- 1935: Der mutige Seefahrer
- 1936: Blinde Passagiere
- 1943: Altes Herz wird wieder jung
- 1944/48: Das kleine Hofkonzert
- 1948: Die Zeit mit Dir
- 1949: Hallo Fräulein!
- 1949: Heimliches Rendezvous
- 1949: Artistenblut
- 1949: Einmaleins der Liebe
- 1950: Paulchen und die Mädchenschule
- 1951: Professor Nachtfalter
- 1951: Die Frauen des Herrn S.
- 1951: Sensation in San Remo
- 1951: Die Dame in Schwarz
- 1952: Haus des Lebens
- 1952: Ich warte auf Dich
- 1953: Die drei falschen Tanten
- 1953: Ein Herz spielt falsch
- 1953: Bezauberndes Fräulein
- 1954: Am Anfang war es Sünde
- 1954: Liebesbriefe aus Mittenwald
- 1955: Der dunkle Stern
- 1955: Der Fischer vom Heiligensee
- 1955: Rosenmontag
- 1956: Zärtliches Geheimnis
- 1956: Hilfe – sie liebt mich!
- 1956: Zwei Bayern in St. Pauli
- 1957: Schütze Lieschen Müller
- 1957: Salzburger Geschichten
- 1957: Liebe, wie die Frau sie wünscht
- 1958: Nackt wie Gott sie schuf

## Hörspiele (Auswahl)
- 1952: Mord für die Welt – Regie: Fritz Benscher, BR
- 1952: Die Kurve – Regie: Walter Ohm, BR
- 1953: Tochter der Wildnis – Regie: Helmut Brennicke, BR